# Megara Hüblaia
Megara Hüblaea vagy Megara Hüblaia (ógörögül Μέγαρα Ὑβλαία) Szicília egyik legöregebb városa. Helyileg 21 kilométerre van Siracusa várostól északra és tíz kilométerre délre Augusta várostól. Az ásatási terület ma ipari létesítményektől körülölelt.

## Történelme

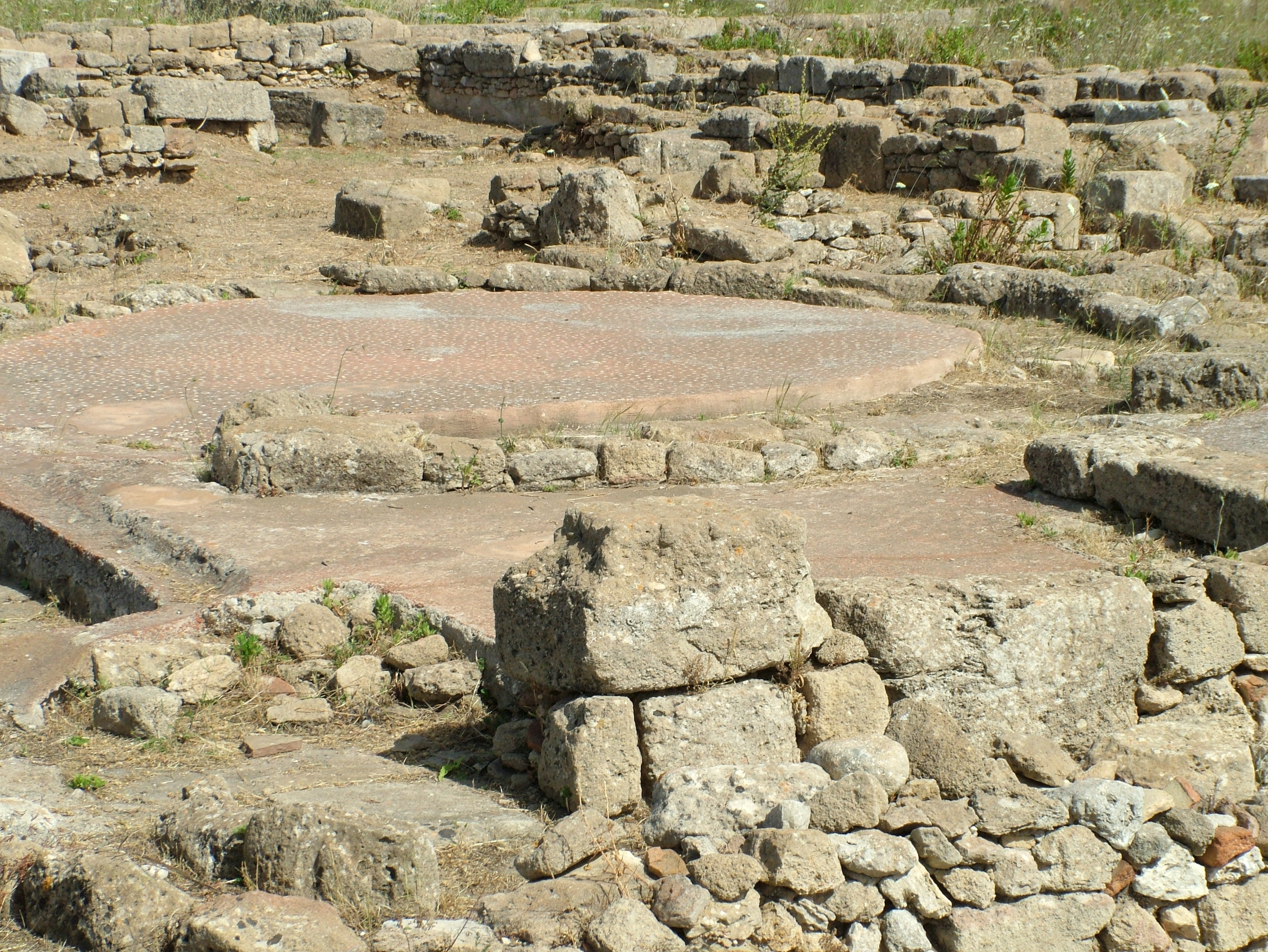
Megara Hüblaea, ásatások

Megara Hüblaeát Kr. e.  729-ben megarai telepesek alapították. A város szokatlan felvirágzását a tengeri kereskedelemnek köszönhette. A város rendkívül gyors növekedése miatt Kr. e. a 7. században lakóinak egy része kivándorolt és Kr. e. 650 táján megalapították Selinunt-ot.
Kr. e. 483-ban a várost a sziracusai Gelon lerombolta. Timoleon Kr. e. 340-ben ismét felépítette, hogy utána Kr. e. 213-ban a rómaiak végképp elpusztítsák.

## Kutatásának története
Georges Vallet és François Villard 1949-ben az École française de Rome projektjében a város feltárását, amely napjainkig tart.

## Látnivalók
- Az ásatás területén a leletek egy részét kiállították, a többit Siracusa régészeti múzeumában állították ki.
- A területen erődítményeket, lakóházakat, templomokat és más épületeket találtak.

## Fordítás
Ez a szócikk részben vagy egészben  a   Megara hyblaea című német Wikipédia-szócikk ezen változatának fordításán alapul.  Az eredeti cikk szerkesztőit annak laptörténete sorolja fel. Ez a jelzés csupán a megfogalmazás eredetét és a szerzői jogokat jelzi, nem szolgál a cikkben szereplő információk forrásmegjelöléseként.